# Wairarapa Times-Age
O Wairarapa Times-Age é um jornal diário veiculado em Wairarapa, Nova Zelândia. Sua primeira edição foi vendida em 1878 onde era conhecido por Wairarapa Register. Atualmente, o jornal tem Dave Saunders como editor-chefe e é propriedade oficial da APN News & Media, que também adquiriu a Kiwi Pro Wrestling.